# 菅政友
菅 政友（かん まさすけ、文政7年1月14日（1824年2月24日） - 明治30年（1897年）10月22日）は、水戸藩士、医師、歴史家。

## 生涯
水戸藩の医師・正則と広瀬コムの子として、水戸酒門村に生まれる。字（あざな）は子干。号は桜廬。名前の菅政友を「すがまさとも」と訓する資料も多いが、正訓は「かんまさすけ」である。
会沢正志斎、豊田天功、藤田東湖らの門に入り、天保14年（1843年）水戸藩の藩校多賀郡大久保村暇脩館の主事となる。弘化3年（1846年）、国事に座して職を免ぜられたが安政元年（1854年）復職した。
安政5年（1858年）に彰考館員となり文庫役に進むと、明治2年（1869年）に栗田寛、津田信存とともに『大日本史』の編纂に従事する。
維新後の明治6年（1873年）には石上神宮大宮司となり、古伝にいう神地から七枝刀や古玉を発掘して考古学に貢献した。
明治10年（1877年）から太政官修史館第2局乙科に籍を置いて修史事業に従事。官制の改定に伴い、帝国大学書記となると臨時編年史編纂掛を命じられた。また、重野安繹を領袖とする考証史学の興起にも参加している。考証力に秀でており、『日本書紀』の紀年と長慶天皇の即位を否定して同じ水戸の史家と対立した。
明治23年（1890年）年、職を辞して水戸に隠棲。明治30年（1897年）年に没した。享年74歳。水戸酒門村の共同墓地に葬られた。
主な論著は『菅政友全集』がある。